# Barriere
Barriere est une communauté canadienne de la Colombie-Britannique.

## Démographie
| 2011  | 2016  |
| ----- | ----- |
| 1 773 | 1 713 |